# Ricardo Oscar Faifer
Ricardo Oscar Faifer (Gualeguaychú, Entre Ríos, 4 de septiembre de 1940) es un sacerdote católico argentino y Obispo emérito de Goya. 

## Biografía
Monseñor Ricardo Oscar Faifer nació en Gualeguaychú, provincia de Entre Ríos, el 4 de septiembre de 1940. 
Fue ordenado sacerdote el 15 de agosto de 1964 en Gualeguaychú, por Mons. Jorge Ramón Chalup, obispo de Gualeguaychú. 
Fue elegido obispo de Goya el 10 de octubre de 2002 por Juan Pablo II, fue ordenado obispo el 12 de diciembre de 2002 en Goya por Mons. Luis Guillermo Eichhorn, obispo de Gualeguaychú, siendo sus co-consagrantes: Mons. Estanislao Esteban Karlic, arzobispo de Paraná y Mons. Luis Teodorico Stöckler, obispo de Quilmes. 
Tomó posesión e inició su ministerio pastoral como tercer obispo de Goya, el día de su ordenación episcopal. Renunció por edad el 24 de septiembre de 2015. 
En la Conferencia Episcopal Argentina es miembro de la Comisión de Pastoral para la Salud. 
Es licenciado en Derecho Canónico de la Pontificia Universidad Gregoriana de Roma. Su lema episcopal es «Para servir».